# Matt Hamill
Pour les articles homonymes, voir Hamill.
Matthew Stanley Hamill,
né le 5 octobre 1976 à Loveland dans l'Ohio, est un lutteur et pratiquant américain d'arts martiaux mixtes (MMA). Il évolue au sein de la division des poids mi-lourds de l'Ultimate Fighting Championship. À la suite de sa défaite par KO technique face à Alexander Gustafsson lors de l'UFC 133, il annonce sa fin de carrière, mais revient finalement un an plus tard face à Vladimir Matyushenko. Il est sourd de naissance.

## Palmarès en MMA
| 16 combats           | 11 victoires | 5 défaites |
| Par KO               | 6            | 2          |
| Par soumission       | 0            | 0          |
| Sur décision         | 4            | 3          |
| Par disqualification | 1            | 0          |

| Résultat | Record | Adversaire           | Méthode                                         | Événement                                                | Date              | Round | Temps | Lieu                                   | Notes                                                                    |
| -------- | ------ | -------------------- | ----------------------------------------------- | -------------------------------------------------------- | ----------------- | ----- | ----- | -------------------------------------- | ------------------------------------------------------------------------ |
| Défaite  | 11-5   | Thiago Silva         | Décision unanime                                | UFC Fight Night: Maia vs. Shields                        | 9 octobre 2013    | 3     | 5:00  | Barueri, Brésil                        | Silva échoue à la pesée. Combat en poids intermédiaire à 208 lb (95 kg). |
| Victoire | 11-4   | Roger Hollett        | Décision unanime                                | UFC 152: Jones vs. Belfort                               | 22 septembre 2012 | 3     | 5:00  | Toronto, Ontario, Canada               |                                                                          |
| Défaite  | 10-4   | Alexander Gustafsson | TKO (coups de poing et coups de coude)          | UFC 133: Evans vs. Ortiz                                 | 6 août 2011       | 2     | 3:34  | Philadelphie, Pennsylvanie, États-Unis |                                                                          |
| Défaite  | 10-3   | Quinton Jackson      | Décision unanime                                | UFC 130: Rampage vs. Hamill                              | 28 mai 2011       | 3     | 5:00  | Las Vegas, Nevada, États-Unis          |                                                                          |
| Victoire | 10-2   | Tito Ortiz           | Décision unanime                                | UFC 121: Lesnar vs. Velasquez                            | 23 octobre 2010   | 3     | 5:00  | Anaheim, Californie, États-Unis        |                                                                          |
| Victoire | 9-2    | Keith Jardine        | Décision majoritaire                            | The Ultimate Fighter: Team Liddell vs. Team Ortiz Finale | 19 juin 2010      | 3     | 5:00  | Las Vegas, Nevada, États-Unis          | Combat de la soirée.                                                     |
| Victoire | 8-2    | Jon Jones            | Disqualification (coups de coude non autorisés) | The Ultimate Fighter: Heavyweights Finale                | 5 décembre 2009   | 1     | 4:14  | Las Vegas, Nevada, États-Unis          | Jones est disqualifié pour des coups de coudes descendants.              |
| Victoire | 7-2    | Mark Muñoz           | KO (coup de pied à la tête)                     | UFC 96: Jackson vs. Jardine                              | 7 mars 2009       | 1     | 3:53  | Columbus, Ohio, États-Unis             | KO de la soirée.                                                         |
| Victoire | 6-2    | Reese Andy           | TKO (coups de poing)                            | UFC 92: The Ultimate 2008                                | 27 décembre 2008  | 2     | 2:19  | Las Vegas, Nevada, États-Unis          |                                                                          |
| Défaite  | 5-2    | Rich Franklin        | TKO (coup de pied au corps)                     | UFC 88: Breakthrough                                     | 6 septembre 2008  | 3     | 0:39  | Atlanta, Géorgie, États-Unis           |                                                                          |
| Victoire | 5-1    | Tim Boetsch          | TKO (coups de poing)                            | UFC Fight Night: Florian vs. Lauzon                      | 2 avril 2008      | 2     | 1:25  | Broomfield, Colorado, États-Unis       |                                                                          |
| Défaite  | 4-1    | Michael Bisping      | Décision partagée                               | UFC 75: Champion vs. Champion                            | 8 septembre 2007  | 3     | 5:00  | Londres, Angleterre                    |                                                                          |
| Victoire | 4-0    | Rex Holman           | TKO (coups de poing)                            | UFC 68: The Uprising                                     | 3 mars 2007       | 1     | 4:00  | Columbus, Ohio, États-Unis             |                                                                          |
| Victoire | 3-0    | Seth Petruzelli      | Décision unanime                                | Ortiz vs. Shamrock 3: The Final Chapter                  | 10 octobre 2006   | 3     | 5:00  | Hollywood, Floride, États-Unis         | Combat de la soirée.                                                     |
| Victoire | 2-0    | Jesse Forbes         | TKO (coups de poing)                            | The Ultimate Fighter 3 Finale                            | 24 juin 2006      | 1     | 4:47  | Las Vegas, Nevada, États-Unis          |                                                                          |
| Victoire | 1-0    | Robert Hitte         | TKO (coups de poing)                            | XFO 7: Outdoor War                                       | 27 août 2005      | 1     | 1:52  | Island Lake (Illinois), États-Unis     |                                                                          |